# Regulativ
Ein Regulativ (lateinisch ursprünglich: Vorschrift) ist eine Kraft auf ein System oder in einem System, die die Einzelwirkung der einzelnen Elemente im Sinne des Systems begrenzt und gegeneinander ausgleicht. Dabei können die hier betrachteten Systeme z. B. natürliche oder gesellschaftliche sein, deren Elemente im ersten Fall dann z. B. physikalische, und chemische Kräfte sind; im zweiten Fall z. B. Menschen, Organisationen und Ähnliches.
Mit Regulativ werden zum einen von außen auf das System wirkende Regeln, regelnde Vorgaben, Vorschriften usw. bezeichnet (Beispiele siehe Absatz 1). Es verhindert das Abweichen eines der Elemente von der für alle geltenden Regel.
Mit Regulativ werden zum anderen im Inneren des Systems wirkende Kräfte bezeichnet, die steuernd, ausgleichend bzw. regulierend zwischen zwei oder mehreren Elementen wirken (Beispiele siehe Absatz 2). Dabei kann sich diese Gegenkraft allein schon durch die bloße Existenz eines zweiten Elements und seiner Wirkung ergeben. Es verhindert die einseitige, übermäßige Wirkung eines der Elemente im System.
Die Adjektivform regulativ steht für zur Regel dienend und regelnd.

## Beispiele für Regeln, Vorschriften
- Mit dem „Regulativ über das Geschäftsverfahren für den Magistrat von Berlin“ von 1834 wurde die Stellung des Oberbürgermeisters gegenüber den anderen Magistratsmitgliedern deutlich gestärkt.[4]
- Das Preußische Regulativ über die Beschäftigung jugendlicher Arbeiter – ein Gesetz von 1839, verbot erstmals die Kinderarbeit.
- Das Eisenacher Regulativ ist eine Empfehlungsliste zur Gestaltung von Kirchenbauten, mit der eine grundsätzliche Normung der Kirchenbauten im 19. Jahrhundert angestrebt wurde. Es wurde 1861 publiziert.
- Regulativ des Schiedsgerichts der Handelskammer Hamburg vom 9. Dezember 1948[5]
- Anti-Doping-Regulativ vom IOC[6]
- Regulativ der Hessischen Stipendiatenanstalt: Im Regulativ sind die obersten Grundsätze und wichtigsten Regeln der Hessischen Stipendiatenanstalt festgeschrieben. Außerdem beschreibt es die Aufgaben und Zuständigkeiten der einzelnen Personen, Gremien und Institutionen des Hauses. Diese „Verfassung der Stipendiatenanstalt“ wurde im Jahr 2002 neu überarbeitet und in der Verwaltungskommission vom 3. Juli 2002 beschlossen.[7]
- C.G. Jung-Institut Zürich, Küsnacht: Regulativ ch und Regulativ i (Nachführung September 2001)[8]
- Das Regulativ der ÖQA – Österreichische Arbeitsgemeinschaft zur Förderung der Qualität und bestehende Gütevorschriften gelten auch für alle im Ausland erzeugten Produkte, welche das GÜTEZEICHEN-INTERNATIONAL erwerben wollen. Hiermit ist sichergestellt, dass die Erlangung der Gütezeichen sowohl für in Österreich als auch im Ausland hergestellte Waren nach denselben Richtlinien erfolgt.[9]
- Heumilchregulativ – Vorschriften für silofreie Heumilch, beschlossen von der Österreichischen ARGE Heumilch am 14. April 2004, ergänzt durch die Hauptversammlung am 19. November 2008.[10]

## Beispiele für regulierende, ausgleichende Regulative
- Angebot und Nachfrage sind Regulative,[2] die in der Marktwirtschaft aufeinander und in Folge auf die Produktion wirken.
- In einer Radiosendung bezeichnete man den Osten als zähmendes Regulativ des Westens.[11] Unabhängig von dem Wahrheitsgehalt der dahinter stehenden Aussage, verwendet sie das Regulativ im Sinne des zähmenden Gegenwirkens. Konsequenterweise ist danach der Westen als Regulativ des Ostens zu verstehen. Am deutlichsten wurde das im Kalten Krieg, als die gegeneinander gerichteten Waffenarsenale einseitigen militärischen Aktionen einer Seite entgegenwirkten.
- In Koalitionen treten die Parteien als Regulative auf.[12] Erstes Ergebnis ihres regulativen Wirkens ist ein Kompromiss in Gestalt des Koalitionsvertrags.
- In Demokratien nach westlichem Vorbild ist eine Opposition als Regulativ zur herrschenden Parlamentsmehrheit und zur Administration berufen. Sie soll der herrschenden Mehrheit mit parlamentarischen Mitteln entgegenwirken.
- In der Psychologie sieht man die Angst unter anderem auch als Regulativ zum Mut, Übermut, Leichtsinn.[13]